# Rostnatthäger
Rostnatthäger (Nycticorax caledonicus) är en fågel i familjen hägrar inom ordningen pelikanfåglar som förekommer från Filippinerna söderut till Australien.

## Utseende
Rostnatthägern är en satt och medelstor (55–65 cm), kort- och tjockhalsad häger. Fjäderdräkten är generellt varmt kanelbrun, mörkare ovan. På huvudet syns en tydlig svart hjässa, en kort och tjock svart näbb (dock tunnare och spetsigare än natthägerns), stort öga, grön tygel och i häckningsdräkt långa nackplymer. Ungfågeln är kraftigt streckad eller fläckad i brunt och vitt.

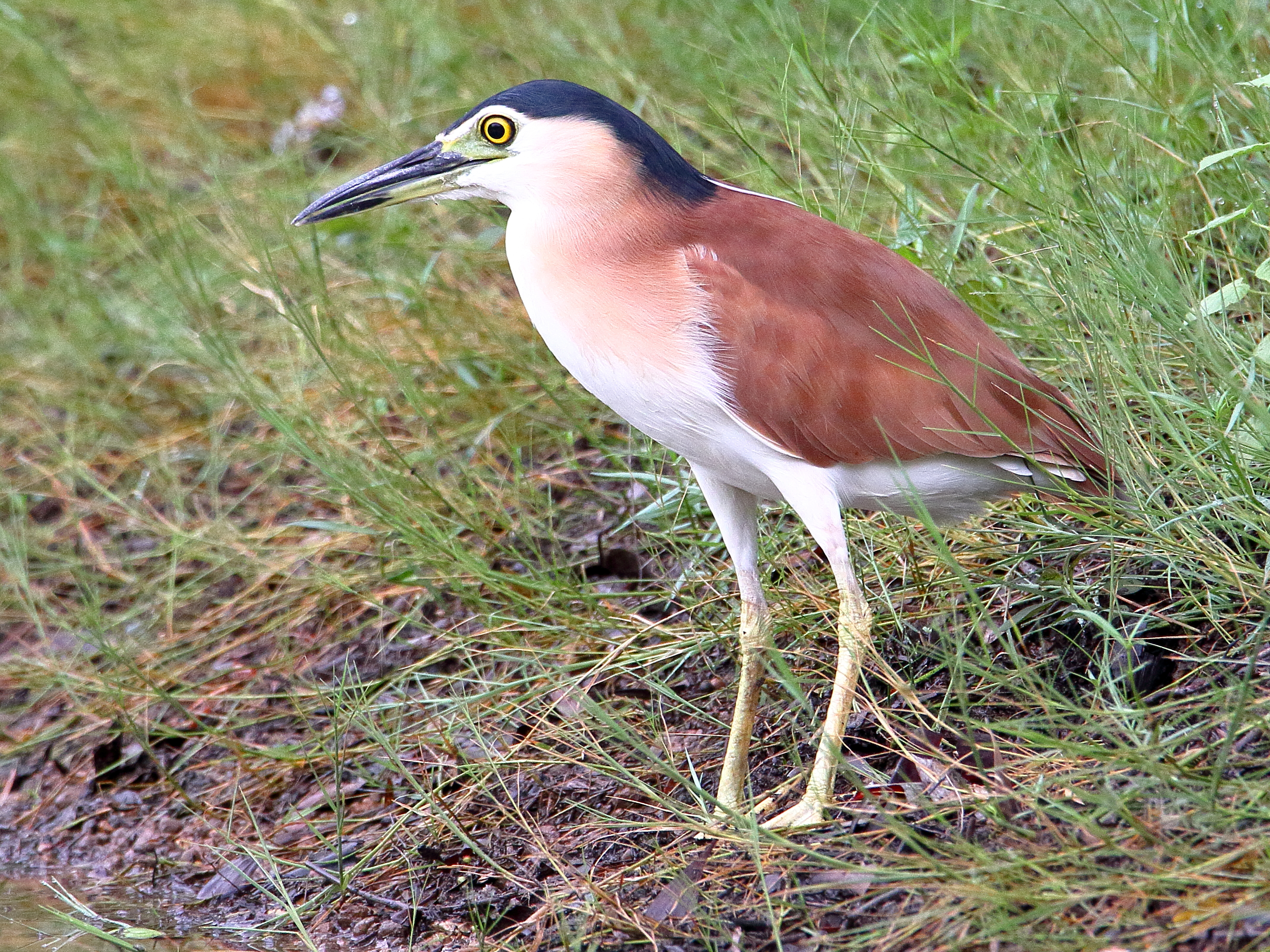
Adult.

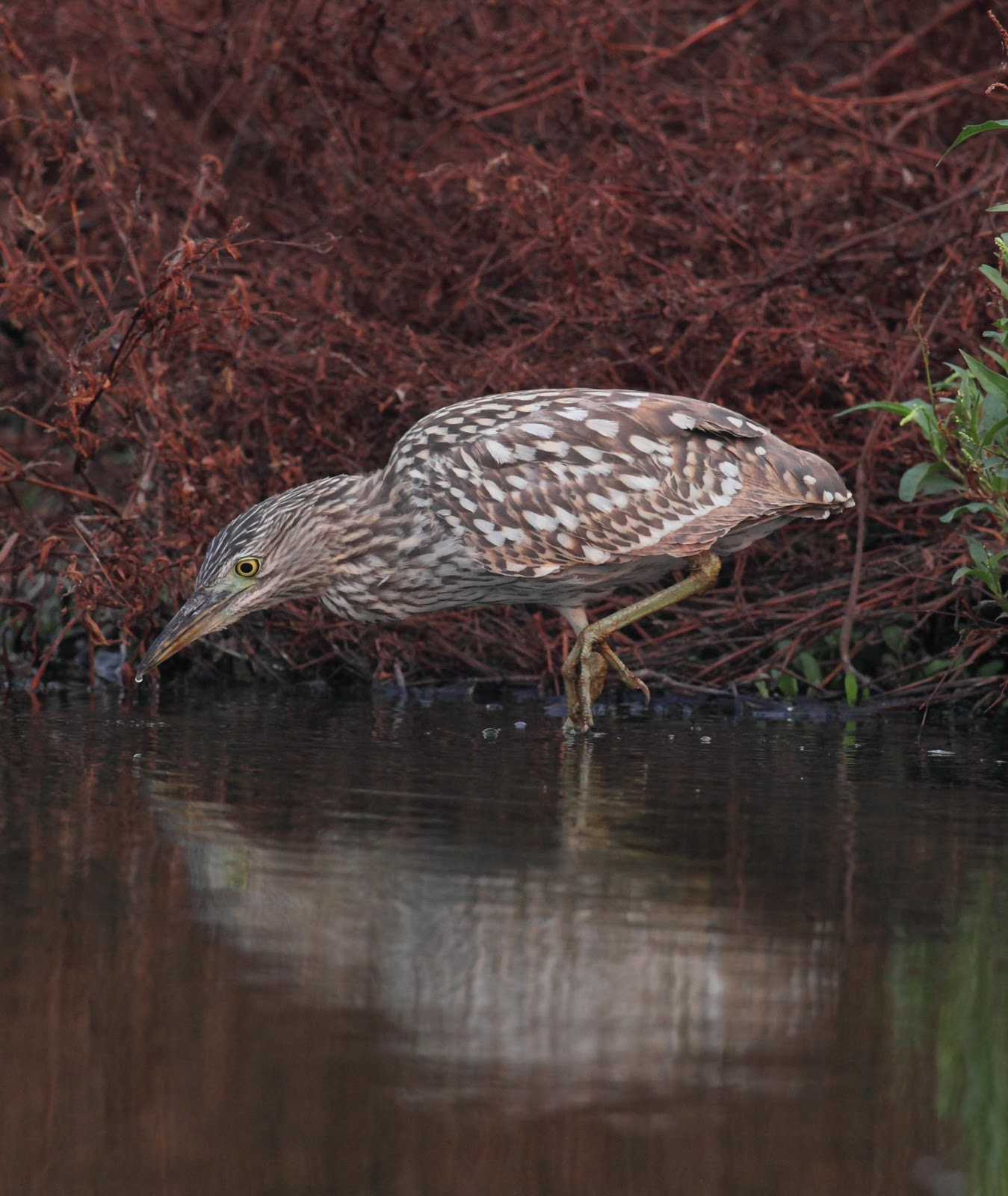
Ungfågel.

## Utbredning och systematik
Rostnatthäger delas in i fem underarter med följande utbredning:
- Nycticorax caledonicus manillensis – Filippinerna, östra Borneo och Sulawesi
- Nycticorax caledonicus hilli – Australien och Nya Guinea, västerut till Java
- Nycticorax caledonicus mandibularis – Bismarckarkipelagen på Salomonöarna
- Nycticorax caledonicus pelewensis – Palau och Karolinerna
- Nycticorax caledonicus caledonicus – Nya Kaledonien

Tidigare förekom den i Boninöarna i Japan, men är sannolikt utdöd där. Den är även införd till Nya Zeeland.

## Levnadssätt
Rostnatthägern hittas i en rad olika våtmarker, både vid kusten och i inlandet, från stadsnära trädgårdar och parker till flodmynningar, mangroveträsk och fuktiga skogskanter. Den är mestadels aktiv från skymning till gryning, men är inte strikt nattlevande utan kan ses födosöka även dagtid, framför allt under dålig väderlek. Födan består av småfisk, amfibier, kräftdjur, reptiler, insekter och ibland ägg. Arten är huvudsakligen stannfågel, men sprider sig vida omkring efter häckningen.

### Häckning
Rostnatthägern häckar från september till april. Den häckar i kolonier nära vatten. Fågeln lägger två till fem ljusgröna ägg som ruvas i 22 dagar, varefter ungarna är flygga efter ytterligare 42–49 dagar.

## Status och hot
Arten har ett stort utbredningsområde och en stor population med stabil utveckling. Utifrån dessa kriterier kategoriserar IUCN arten som livskraftig (LC).